# Eva Nansen
Eva Helene Nansen (z domu Sars; ur. 17 grudnia 1858, zm.  9 grudnia 1907) była norweską śpiewaczką mezzosopranową oraz pionierką narciarstwa kobiecego.
Urodzona w Christianii (obecnie Oslo), była córką pastora i profesora zoologii Michaela Sarsa (1805–1869) i jego żony Maren Sars (1811–1898) oraz siostrą biologa Georga Osjana Sarsa i historyka Ernsta Sarsa.  Ze strony matki była siostrzenicą poety i krytyka Johana Sebastiana i pisarki Elisabeth Welhaven, kuzynką architekta Hjalmara Welhavena i szefa policji Kristiana Welhavena oraz wnuczką pastora Johana Sebastiana Cammermeyera.
We wrześniu 1889 roku wyszła za mąż za Fridtjofa Nansena, polarnika, późniejszego laureata pokojowej nagrody Nobla za pomoc z uchodźcom. Mieli kilkoro dzieci, w tym Odda Nansena, wybitnego architekta. Zmarła na zapalenie płuc 9 grudnia 1907 w Lysaker.

## Kariera
Eva Sars przez pięć lat uczyła się śpiewu pod okiem swojej siostry Mally i szwagra, barytonowego śpiewaka i kompozytora Thorvalda Lammersa. Zadebiutowała jako śpiewaczka operowa w 1881 roku w Musikforeningen, poprzedniku Filharmonii w Oslo. Studiowała u Désirée Artôt w Berlinie w latach 1886 i 1887. Specjalizowała się w pieśni romantycznej i zadebiutowała koncertowo jako mezzosopranistka romantyczna w 1886 roku. Występowała na licznych koncertach w kraju i za granicą w latach 1880-1900. W jej repertuarze operowym znalazł się „Sen Elzy” z Lohengrina Wagnera i „Gretchen” ze Scen z Fausta Goethego Schumanna. Jej skandynawskie tournée koncertowe wraz z pianistką Eriką Lie Nissen spotkało się z dużym entuzjazmem. Jej ostatni publiczny koncert odbył się w grudniu 1899 roku, kiedy wykonała nowo skomponowany cykl pieśni Haugtussa oparty na wierszach Arne Garborga i skomponowany przez Edvarda Griega.
Swoimi występami uświetniała muzycznie spotkania w domu swojej matki, który przed 1898 rokiem był miejscem zebrań liberałów i intelektualistów - nazywano go „pierwszym salonem Christianii”.
Eva Sars (Nansen) była także utalentowaną narciarką. Wywarła potem ogromny wpływ na uzyskanie przez kobiety prawa do uprawiania sportów zimowych na równych prawach z mężczyznami. Prawdopodobnie podczas Wielkanocy 1892 roku jako pierwsza kobieta przekroczyła na nartach płaskowyż Hardangervidda. Zrobiła to wraz ze swoim mężem Fridtjofem Nansenem. Z tej okazji założyła nieco wymagający, jak na tamte czasy, kostium narciarski, zaprojektowany przez Nansena i wykonany przez nią, w którym jej spódnica sięgała jedynie nieco poniżej kolan. W artykule Skiløbningen opublikowanym w gazecie Verdens Gang w marcu 1893 r. argumentowała przeciwko tym, którzy występowali przeciwko narciarstwu kobiet.